# Бомас (Кенія)
Бомас — туристичне село біля Лангати, Найробі в Кенії. Бомас віддзеркалює традиційні села, що належать до різних кенійських племен. Було засновано урядом в 1971 році як дочірня компанія Туристичної Організації Кенії і як туристична пам'ятка. Також таким чином хотілося зберегти, підтримати і сприяти багатим і різноманітним культурам різних племінних груп Кенії.

## Ресурси Інтернету
- Офіційний сайт центру Бомас Кении. [Архівовано 28 березня 2014 у Wayback Machine.](англ.)

| Кенія | Це незавершена стаття з географії Кенії. Ви можете допомогти проєкту, виправивши або дописавши її. |